# Elecciones legislativas de Ecuador de 1941
Las elecciones legislativas de Ecuador de 1941 se celebraron ese año para renovar a la Cámara de Diputados de Ecuador. 
Se eligieron 56 diputados. necesitando 45 votos para la mayoría del congreso en pleno junto a los 32 senadores electos en 1939. 

## Senadores
32 Senadores, 17 votos para mayoría de la Cámara del Senado.
| Provincia       | Senador                          |
| --------------- | -------------------------------- |
| Carchi          | Ricardo del Hierro Herboso       |
| Carchi          | Víctor Hugo Narváez              |
| Imbabura        | Isaac Jesús Barrera Quiróz       |
| Imbabura        | Cristóbal Tobar Subía            |
| Pichincha       | Alberto Correa Cornejo           |
| Pichincha       | Julio Enrique Moreno Peñaherrera |
| Cotopaxi        | Rafael Vásconez Gómez            |
| Cotopaxi        | Filemón Borja Suárez             |
| Tungurahua      | Gabriel Román Guerra             |
| Tungurahua      | Miguel Ángel Albornoz Tabares    |
| Chimborazo      | Luis Benigno Gallegos Chiriboga  |
| Chimborazo      | Alberto Larrea Chiriboga         |
| Bolívar         | Eladio García Avilés             |
| Bolívar         | Luis Enrique Vela Vela           |
| Cañar           | Octavio Muñóz Borrero            |
| Cañar           | Miguel Heredia Crespo            |
| Azuay           | Alfonso María Mora Vintimilla    |
| Azuay           | Honorio Vega Larrea              |
| Loja            | Manuel B. Cueva García           |
| Loja            | Ramón Burneo Samaniego           |
| El Oro          | Álvaro Castro Coronel            |
| El Oro          | J. Edmundo Romero Ollague        |
| Guayas          | Fausto Navarro Allende           |
| Guayas          | Rafael Héctor Elizalde Gómez     |
| Los Ríos        | Efrén Icaza Moreno               |
| Los Ríos        | Miguel Aspiazu Carbo             |
| Manabí          | Rosendo Santos Alarcón           |
| Manabí          | Enrique San Lucas C.             |
| Esmeraldas      | Humberto Trujillo Gutiérrez      |
| Esmeraldas      | César Plaza Monzón               |
| Napo Pastaza    | Sergio Játiva Galindo            |
| Santiago Zamora | Rafael Arcos Díaz                |

## Diputados
56 diputados, 29 votos para mayoría en la Cámara de Diputados.
| Provincia       | Senador                          |
| --------------- | -------------------------------- |
| Carchi          | Roberto Grijalva Guerrón         |
| Carchi          | Darío Egas Grijalva              |
| Carchi          | Alfonso Bastidas Lloré           |
| Imbabura        | Mariano Suárez Veintimilla       |
| Imbabura        | Luis Alberto de la Torre Moreno  |
| Imbabura        | Rigoberto Saa Jaramillo          |
| Pichincha       | Oswaldo Álvarez Barba            |
| Pichincha       | Augusto Egas Miranda             |
| Pichincha       | Sergio Lasso Menéses             |
| Pichincha       | Alejandro Nicolás González       |
| Pichincha       | Gustavo Mortensen Gangotena      |
| Cotopaxi        | Luis Fernando Ruiz Lecaro        |
| Cotopaxi        | Cristóbal Salgado Sánchez        |
| Cotopaxi        | César Moya Sánchez               |
| Tungurahua      | Luis Antonio Sevilla Carrasco    |
| Tungurahua      | Alfredo Sevilla Chacón           |
| Tungurahua      | César Enrique Viteri López       |
| Chimborazo      | José María Román Freile          |
| Chimborazo      | Juan Bautista Moncayo Moncayo    |
| Chimborazo      | Arturo Cabrera M.                |
| Chimborazo      | Julio Teodoro Salem Gallegos     |
| Bolívar         | Alfredo Noboa Montenegro         |
| Bolívar         | Alcídes Rivadeneira Lucio        |
| Bolívar         | Jaime Flores Macías              |
| Cañar           | Luis Ayora Arellano              |
| Cañar           | Januario Palacios Orellana       |
| Cañar           | Luis Manuel González Donoso      |
| Azuay           | Guillermo Crespo Ordoñez         |
| Azuay           | Luis Alberto Sojos Jaramillo     |
| Azuay           | Arturo Neira                     |
| Azuay           | Honorato Loyola                  |
| Azuay           | Luis Cordero Crespo (Nieto)      |
| Loja            | José Miguel Carrión Mora         |
| Loja            | Carlos Burneo Arias              |
| Loja            | Maximiliano Witt Añasco          |
| Loja            | Pedro V. Falconí                 |
| El Oro          | Augusto L. Paladines             |
| El Oro          | Fernando Procel Lafabre          |
| El Oro          | Eugenio García y García          |
| Guayas          | Luis Vernaza Lazarte             |
| Guayas          | José A. Falconí Villagómez       |
| Guayas          | José Ramón Borja Illescas        |
| Guayas          | Pedro Hidalgo González           |
| Guayas          | Carlos Luis Plaza Dañín          |
| Los Ríos        | Rafael Sotomayor y Luna Orejuela |
| Los Ríos        | Miguel Ángel de Icaza Gómez      |
| Los Ríos        | Clemente Baquerizo Bohórquez     |
| Manabí          | César Arcentales Medranda        |
| Manabí          | Pedro Atanasio Balda             |
| Manabí          | Washington Zavala Loor           |
| Manabí          | Octavio Viteri Velásquez         |
| Esmeraldas      | Gonzalo Gutiérrez Santos         |
| Esmeraldas      | Pedro Concha Enríquez            |
| Esmeraldas      | Alberto Andrade Cevallos         |
| Napo Pastaza    | Ricardo Cornejo Rosales          |
| Santiago Zamora | Humberto M. Albán Zeballos       |

Fuente: